# Re: (9nine의 노래)
〈Re:〉 (리)는 9nine의 15번째 싱글이며 2013년 11월 20일에 SME Records로부터 발매되었다.

## 개요
전작「Evolution No.9」로부터 약 5개월만에 발매되는 2013년 제3탄 싱글이다. 타이틀 곡은 사카이 마사토와 아라가키 유이 주연의 후지 TV계 연속드라마 리갈하이의 오프닝 테마. 『통상판』의 외에 「Re:」의 뮤직비디오와 Dance Shot 버전이 수록된 『초회생산한정판A』, 2013년 5월 6일에 Zepp Tokyo에서 개최된 원맨라이브 「CUE레코발! 9nine전국 백문<일견TOUR 2013」의 영상이 수록되어있는 『초회생산한정판B』『초회생산한정판C』, 그리고 16페이지의 포토북이 있는 『초회생산한정판D』의 5가지 형태로 발매되었다. 발매 첫 주의 오리콘 차트에서는 주간차트 6위, 초동매상으로는 3.1만장으로 주간차트와 초동매상의 자기최고기록을 갱신하였다.

## 수록곡
1. Re: [4:58]
  - 작사・작곡：OZO, 편곡：tasuku・101

「이 곡의 가사는 각 멤버의 인터뷰를 바탕으로 만든 것입니다.
이번 싱글의 가사에는 9nine 멤버 각자의 생각이 담겨있습니다.」(요시이 카나에)[1]
2. (Luv=)0 or H8? [3:19]
  - 작사・작곡：OZO, 편곡：tasuku tohyama

읽는 법은 「Love or Hate (러브 올 헤이트)」。
3. 계속 계속 (つづくつづく) [4:21]
  - 작사・작곡：101, 편곡：101・나카무라 타이치
4. Re:（Instrumental）
5. (Luv=)0 or H8?（Instrumental）
6. つづくつづく（Instrumental）

## 초회특전
1. DVD
  - 초회생산한정판A
    1. 「Re:」 Music Video
    2. 「Re:」 Dance Shot ver.

  - 초회생산한정판B
    - 「CUE레코발! 9nine전국 백문<일견TOUR 2013 at Zepp Tokyo/2013.5.6」Live DVD
      1. Evolution No.9
      2. Love me?

  - 초회생산한정판C
    - 「CUE레코발! 9nine전국 백문<일견TOUR 2013 at Zepp Tokyo/2013.5.6」Live DVD
      1. 困惑コンフューズ
      2. 쇼죠토라베라
2. 16P포토북（초회생산한정판D）

## 타이업
| 곡명 | 타이업                                        |
| ---- | --------------------------------------------- |
| Re:  | 후지TV계 연속드라마「리갈하이」의 오프닝 테마 |